# Fernando Negretti Malpica
Fernando Negretti Malpica (Valencia, Estado Carabobo, 13 de noviembre de 1920 - † Mérida, 16 de enero de 2010) fue un contable, administrador y político (por unos años) de Venezuela, uno de los fundadores originales del Instituto Venezolano de los Seguros Sociales (IVSS), participó y colaboró junto al General Isaías Medina Angarita en la organización de la Seguridad Social en Venezuela. De hecho al iniciar actividades dicha institución, le correspondió el "Carnet de Empleado" N° 2 de la nómina de funcionarios en este organismo. Representó en varias oportunidades a su país (Venezuela) en diferentes Congresos y Eventos de la Seguridad Social en el exterior.

## Biografía
Hijo de Carlos Negretti Romero y Virginia Malpica. Se crio en un ambiente humilde y de muchas privaciones en su Valencia natal, desde pequeño hubo de colaborar en el sostenimiento de la numerosa familia. Desempeño desde muy niño múltiples trabajos, entre ellos la carpintería, esto junto a su hermano mayor Carlos Negretti.
En los años treinta (del siglo XX) participa activamente en la alfabetización y creación de Ligas Campesinas en su Estado natal Carabobo, hecho que le trae como consecuencia su detención a tan solo 17 años por parte de los organismos represivos del régimen del dictador Juan Vicente Gómez, los cuales se perpetuaron durante el gobierno del general Eleazar López Contreras. Colaboró junto a su madre y hermanas en la creación y organización del Partido Comunista Venezolano en la ciudad de Valencia, militando en dicho movimiento político por espacio de varios años. Participó en los disturbios estudiantiles contra la dictadura de Juan Vicente Gómez. Al iniciarse el gobierno de Eleazar López Contreras, se dedicó a colaborar en la reorganización del PCV y el movimiento sindical dentro de dicha corriente política. Contribuyó en la fundación de los primeros sindicatos de obreros en Valencia, Venezuela y participó en la Primera Conferencia Nacional reunida clandestinamente en Maracay en agosto de 1937. En el año de 1940, comenzó sus estudios en la Academia Militar de Venezuela en la Planicie, ciudad de Caracas, pero por motivos de salud (continuos problemas respiratorios) hubo de abandonar luego dicha meta. Emprende luego, diversos estudios (Contabilidad, Administración, etc.) en la ciudad de Caracas, en la Politécnica Comercial y el Instituto Americano de Contabilidad, que lo llevarían más adelante a ocupar cargos en la administración pública.
Contribuye junto a destacados dirigentes como Juan Bautista Fuenmayor a defender la existencia del PCV como partido autónomo de la clase obrera. A su vez, fue contrario en múltiples ocasiones a la política reformista del partido Acción Democrática dirigido por Rómulo Betancourt y respaldado por el capital norteamericano invertido en Venezuela.

## Instituto de los Seguros Sociales (IVSS)
En julio de 1944 ingresa al Instituto Venezolano de los Seguros Sociales, como Miembro Principal de la Junta Directiva de la Caja Regional Distrito Federal, colabora en la puesta en funcionamiento por parte del Gobierno de los primeros servicios (riesgos de enfermedades, maternidad, accidentes), creados estos, según lo establecido en el Reglamento General de Ley del Seguro Social Obligatorio promulgado el 19 de febrero de 1944. 
En 1945 el gobierno del General Isaías Medina Angarita legalizó al PCV y Fernando se une al equipo que bajo la guía de Medina Angarita crea las bases del Instituto de los Seguros Sociales (IVSS), el cual comenzaría a funcionar en el 1946 luego de ser reformulado el Reglamento General de Ley. En dicha institución, comenzó desde los niveles más bajos de la misma, hasta escalar y llegar a desempeñar las más altas posiciones sobre la base de su capacidad y honestidad.
Durante este periodo, realiza diferentes adiestramientos y estudios de fortalecimiento a nivel profesional, inclusive en países como Argentina, Brasil, Chile, México, España, Francia, entre otros y aplica su gran capacidad autodidacta para adquirir nuevos conocimientos. Se desempeña en una ocasión como diputado Suplente por el PCV, durante el Congreso Nacional que sesionó a partir del año 1948 (Gobierno del Presidente Romulo Gallegos). 
En 1950 se opuso a que el movimiento obrero comunista participara en una huelga petrolera insurreccional promovida por Acción Democrática contra el gobierno militar apoyado por el capital petrolero británico. El Partido Comunista decidió participar en la huelga y en consecuencia fue ilegalizado. La dirección que comprometió al PCV en dicha alianza con AD, estuvo compuesta por Pompeyo Márquez, Gustavo Machado y otros dirigentes de la organización.
Más tarde, continuo desempeñándose en su cargo en el Instituto Venezolano de los Seguros Sociales, se destacó en el mismo logrando desarrollar una dilata y fructífera carrera dentro de dicha institución. Llegó a desempeñar importantes cargos como el de Gerente de la Caja Regional a Nivel Nacional. Fungió como asesor en múltiples ocasiones (luego de ya jubilado) en Comisiones de Re-Estructuración del Instituto Venezolano de los Seguros Sociales. Recibiendo varios reconocimientos y condecoraciones por su dedicación y ejemplo de trabajo.
Falleció mientras dormía placidamente en su residencia de la ciudad de Mérida, Venezuela, el 16 de enero de 2010.